# Olympische Sommerspiele 1964/Teilnehmer (Australien)
| Gelbes Symbol für Goldmedaillen mit stilisierten Olympischen Ringen | Graues Symbol für Silbermedaillen mit stilisierten Olympischen Ringen | Braundes Symbol für Bronzemedaillen mit stilisierten Olympischen Ringen |
| ------------------------------------------------------------------- | --------------------------------------------------------------------- | ----------------------------------------------------------------------- |
| 6                                                                   | 2                                                                     | 10                                                                      |

Australien nahm an den Olympischen Sommerspielen 1964 in der japanischen Hauptstadt Tokio mit einer Delegation von 243 Sportlern, 203 Männer und 40 Frauen, teil.

## Medaillengewinner

### Gold
| Namen                                            | Sportart       | Wettkampf                  |
| ------------------------------------------------ | -------------- | -------------------------- |
| Betty Cuthbert                                   | Leichtathletik | Frauen, 400 Meter          |
| Robert Windle                                    | Schwimmen      | 1500 Meter Freistil        |
| Ian O’Brien                                      | Schwimmen      | 200 Meter Brust            |
| Kevin Berry                                      | Schwimmen      | 200 Meter Schmetterling    |
| Dawn Fraser                                      | Schwimmen      | Frauen, 100 Meter Freistil |
| Bill Northam, Peter O’Donnell und James Sargeant | Segeln         | 5,5-m-R-Klasse             |

### Silber
| Name(n)                                                  | Sportart       | Wettkampf                      |
| -------------------------------------------------------- | -------------- | ------------------------------ |
| Michele Brown                                            | Leichtathletik | Frauen, Hochsprung             |
| Lynette Bell, Dawn Fraser, Janice Murphy und Robyn Thorn | Schwimmen      | Frauen, 4 × 100 Meter Freistil |

### Bronze
| Name(n) | Sportart       | Wettkampf                   |
| --- | -------------- | --------------------------- |
| Mervyn Crossman, Paul Dearing, Raymond Evans, Robin Hodder, John McBryde, Donald McWatters, Patrick Nilan, Eric Pearce, Julian Pearce, Desmond Piper, Donald Smart, Anthony Waters und Graham Wood | Hockey         | Herrenturnier               |
| Theodore Boronovskis | Judo           | Offene Klasse               |
| Ron Clarke | Leichtathletik | 10.000 Meter                |
| Marilyn Black | Leichtathletik | Frauen, 200 Meter           |
| Judith Pollock | Leichtathletik | Frauen, 400 Meter           |
| Pam Kilborn | Leichtathletik | Frauen, 80 Meter Hürden     |
| Allan Wood | Schwimmen      | 400 und 1500 Meter Freistil |
| David Dickson, Peter Doak, John Ryan und Robert Windle | Schwimmen      | 4 × 100 Meter Freistil      |
| David Dickson, Kevin Berry, Ian O’Brien und Peter Reynolds | Schwimmen      | 4 × 100 Meter Lagen         |

## Teilnehmer nach Sportarten

### Basketball
- Herrenteam
9. Platz

- Kader
Brendon Hackwill
Clifford Rodwell
John Gardiner
John Heard
Kenneth Cole
László Hódi
Lindsay Gaze
Michael Ah Matt
Miķelis Dancis
Scott Davie
Werner Linde
William Wyatt

### Boxen
- Darryl Norwood
Fliegengewicht: 9. Platz

- William Booth
Bantamgewicht: 17. Platz

- Randall Hope
Federgewicht: 17. Platz

- Adrian Blair
Leichtgewicht: 9. Platz

- Julian Rossi
Halbweltergewicht: 17. Platz

- Francis Roberts
Weltergewicht: 17. Platz

- Anthony Barber
Halbmittelgewicht: 5. Platz

- John Bukowski
Mittelgewicht: 17. Platz

- Frederick Casey
Halbschwergewicht: 17. Platz

- Athol McQueen
Schwergewicht: 5. Platz

### Fechten
- David McKenzie
Florett, Einzel: Vorrunde
Florett, Mannschaft: Vorrunde

- Brian McCowage
Florett, Einzel: Vorrunde
Florett, Mannschaft: Vorrunde
Säbel, Mannschaft: Vorrunde

- Ivan Lund
Florett, Einzel: Vorrunde
Florett, Mannschaft: Vorrunde
Degen, Einzel: Vorrunde
Degen, Mannschaft: Vorrunde

- Gerard Tubier
Florett, Mannschaft: Vorrunde

- John Alan Douglas
Florett, Mannschaft: Vorrunde

- John Humphreys
Degen, Einzel: 17. Platz
Degen, Mannschaft: Vorrunde

- Russell Hobby
Degen, Einzel: Vorrunde
Degen, Mannschaft: Vorrunde

- Imants Terrauds
Degen, Mannschaft: Vorrunde

- Ian Bowditch
Degen, Mannschaft: Vorrunde

- Henry Sommerville
Säbel, Einzel: Vorrunde
Säbel, Mannschaft: Vorrunde

- Alexander Martonffy
Säbel, Einzel: Vorrunde
Säbel, Mannschaft: Vorrunde

- Laszlo Tornallyay
Säbel, Einzel: Vorrunde
Säbel, Mannschaft: Vorrunde

- Paul Rizzuto
Säbel, Mannschaft: Vorrunde

- Janet Hopner
Frauen, Florett, Einzel: Vorkämpfe
Frauen, Florett, Mannschaft: 7. Platz

- Jane Redman
Frauen, Florett, Einzel: Vorkämpfe
Frauen, Florett, Mannschaft: 7. Platz

- Johanna Winter
Frauen, Florett, Einzel: Vorkämpfe
Frauen, Florett, Mannschaft: 7. Platz

- Ulrike Winter
Frauen, Florett, Mannschaft: 7. Platz

- Walburga Winter
Frauen, Florett, Mannschaft: 7. Platz

### Gewichtheben
- Gerald Hay
Bantamgewicht: 21. Platz

- Salvatore Coffa
Bantamgewicht: 22. Platz

- Antonio Marguccio
Federgewicht: 19. Platz

- Joseph Haydar
Mittelgewicht: 16. Platz

- George Vakakis
Leichtschwergewicht: 17. Platz

- Graeme Hall
Mittelschwergewicht: 16. Platz

- Arthur Shannos
Schwergewicht: 13. Platz

### Hockey
- Herrenteam
Bronze

- Kader
Paul Dearing
Donald McWatters
Brian Glencross
John McBryde
Julian Pearce
Graham Wood
Robin Hodder
Raymond Evans
Eric Pearce
Patrick Nilan
Donald Smart
Anthony Waters
Mervyn Crossman
Desmond Piper

### Judo
- Brian Dalton
Leichtgewicht: 9. Platz

- Ronald Ford
Leichtgewicht: 19. Platz

- Peter Paige
Halbmittelgewicht: 19. Platz

- Theodore Boronovskis
Offene Klasse: Bronze

### Kanu
- Gordon Jeffery
Zweier-Kajak, 1000 Meter: 8. Platz

- Adrian Powell
Zweier-Kajak, 1000 Meter: 8. Platz

- Phillip Coles
Vierer-Kajak, 1000 Meter: 9. Platz

- Dennis Green
Vierer-Kajak, 1000 Meter: 9. Platz

- Dennis McGuire
Vierer-Kajak, 1000 Meter: 9. Platz

- Barry Stuart
Vierer-Kajak, 1000 Meter: 9. Platz

- Frederick Wasmer
Einer-Canadier, 1000 Meter: Halbfinale
Zweier-Canadier, 1000 Meter: Halbfinale

- Victor Juricskay
Zweier-Canadier, 1000 Meter: Halbfinale

- Margaret Buck
Frauen, Einer-Kajak, 500 Meter: Halbfinale
Frauen, Zweier-Kajak, 500 Meter: 9. Platz

- Lynette Wagg
Frauen, Zweier-Kajak, 500 Meter: 9. Platz

### Leichtathletik
- Bob Lay
100 Meter: Halbfinale
200 Meter: Viertelfinale
4 × 100 Meter: Halbfinale

- William Earle
100 Meter: Viertelfinale
4 × 100 Meter: Halbfinale

- Gary Holdsworth
100 Meter: Vorläufe
200 Meter: Viertelfinale
4 × 100 Meter: Halbfinale

- Peter Vassella
400 Meter: 7. Platz
4 × 400 Meter: Vorläufe

- Gary Eddy
400 Meter: Viertelfinale
4 × 400 Meter: Vorläufe

- Ken Roche
400 Meter: Viertelfinale
400 Meter Hürden: Halbfinale
4 × 400 Meter: Vorläufe

- Tony Blue
800 Meter: Halbfinale

- Albie Thomas
1500 Meter: Vorläufe
5000 Meter: Vorläufe

- Ron Clarke
5000 Meter: 9. Platz
10.000 Meter: Bronze 
Marathon: 9. Platz

- Tony Cook
5000 Meter: Vorläufe
10.000 Meter: 8. Platz
Marathon: 52. Platz

- Bob Vagg
Marathon: 31. Platz

- Gary Knoke
400 Meter Hürden: 4. Platz
4 × 400 Meter: Vorläufe

- Michael Ryan
400 Meter Hürden: Vorläufe

- Trevor Vincent
3000 Meter Hindernis: Vorläufe

- Eric Bigby
4 × 100 Meter: Halbfinale

- Noel Freeman
20 Kilometer Gehen: 4. Platz

- Ronald Crawford
20 Kilometer Gehen: 22. Platz
50 Kilometer Gehen: 11. Platz

- Bob Gardiner
20 Kilometer Gehen: ??
50 Kilometer Gehen: 5. Platz

- Ted Allsopp
50 Kilometer Gehen: 17. Platz

- Lawrie Peckham
Hochsprung: 10. Platz

- Tony Sneazwell
Hochsprung: 13. Platz

- Ian Tomlinson
Weitsprung: 27. Platz in der Qualifikation
Dreisprung: 15. Platz in der Qualifikation

- Graham Boase
Dreisprung: In der Qualifikation ausgeschieden

- Warwick Selvey
Diskuswurf: 19. Platz in der Qualifikation

- Marilyn Black
Frauen, 100 Meter: 6. Platz
Frauen, 200 Meter: Bronze 
Frauen, 4 × 100 Meter: 6. Platz

- Margaret Burwill
Frauen, 100 Meter: Halbfinale
Frauen, 200 Meter: Halbfinale
Frauen, 4 × 100 Meter: 6. Platz

- Dianne Bowering
Frauen, 100 Meter: Viertelfinale
Frauen, 4 × 100 Meter: 6. Platz

- Joyce Bennett
Frauen, 200 Meter: Halbfinale
Frauen, 4 × 100 Meter: 6. Platz

- Betty Cuthbert
Frauen, 400 Meter: Gold

- Judy Amoore
Frauen, 400 Meter: Bronze

- Pam Kilborn
Frauen, 80 Meter Hürden: Bronze

- Michele Brown
Frauen, Hochsprung: Silber

- Robyn Woodhouse
Frauen, Hochsprung: 11. Platz

- Helen Frith
Frauen, Weitsprung: 22. Platz in der Qualifikation
Frauen, Zehnkampf: 11. Platz

- Anna Pazera
Frauen, Speerwurf: 15. Platz

### Moderner Fünfkampf
- Peter Macken
Einzel: 4. Platz
Mannschaft: 5. Platz

- Donald McMiken
Einzel: 18. Platz
Mannschaft: 5. Platz

- Duncan Page
Einzel: 27. Platz
Mannschaft: 5. Platz

### Radsport
- Ray Bilney
Straßenrennen: 4. Platz

- Michael Hollingsworth
Straßenrennen: 14. Platz

- David Humphreys
Straßenrennen: 65. Platz

- Malcolm McCredie
Straßenrennen: 68. Platz

- Thomas Harrison
Sprint: 5. Runde

- Gordon Johnson
Sprint: 3. Runde

- Richard Paris
1000 Meter Zeitfahren: 16. Platz

- Ian Sterry Browne
Tandem: 5. Platz

- Daryl Perkins
Tandem: 5. Platz

- Richard Hine
4000 Meter Einzelverfolgung: Vorrunde

- Kevin Brislin
4000 Meter Mannschaftsverfolgung: 4. Platz

- Robert Baird
4000 Meter Mannschaftsverfolgung: 4. Platz

- Victor Browne
4000 Meter Mannschaftsverfolgung: 4. Platz

- Hendrikus Vogels
4000 Meter Mannschaftsverfolgung: 4. Platz

### Reiten
- John Fahey
Springreiten, Einzel: 4. Platz
Springreiten, Mannschaft: 7. Platz

- Bridget MacIntyre
Springreiten, Einzel: 24. Platz
Springreiten, Mannschaft: 7. Platz

- Kevin Ashley Bacon
Springreiten, Einzel: 30. Platz
Springreiten, Mannschaft: 7. Platz

- Bill Roycroft
Vielseitigkeit, Einzel: 7. Platz
Vielseitigkeit, Mannschaft: 7. Platz

- Brien Cobcroft
Vielseitigkeit, Einzel: 13. Platz
Vielseitigkeit, Mannschaft: 7. Platz

- John Kelly
Vielseitigkeit, Einzel: 30. Platz
Vielseitigkeit, Mannschaft: 7. Platz

- Neale Lavis
Vielseitigkeit, Einzel: ??
Vielseitigkeit, Mannschaft: 7. Platz

### Ringen
- Donald Cacas
Federgewicht, griechisch-römisch: ??

- Istvan Raskovy
Mittelgewicht, griechisch-römisch: ??

- Max McAlary
Fliegengewicht, Freistil: ??

- Kevin McGrath
Bantamgewicht, Freistil: ??

- Geoffrey Raymond Brown
Federgewicht, Freistil: ??

- Sidney Marsh
Leichtgewicht, Freistil: ??

- John Boyle
Weltergewicht, Freistil: ??

- Hugh Williams
Halbschwergewicht, Freistil: ??

### Rudern
- Peter Edwards
Skiff: 9. Platz

- Barclay Wade
Doppelzweier: 13. Platz

- Gary Pearce
Doppelzweier: 13. Platz

- Roger Ninham
Zweier ohne Steuermann: 9. Platz

- Robert Shirlaw
Zweier ohne Steuermann: 9. Platz

- Bruce Richardson
Zweier mit Steuermann: 9. Platz

- Neil Lodding
Zweier mit Steuermann: 9. Platz

- Wayne Gammon
Zweier mit Steuermann: 9. Platz

- Richard Garrard
Vierer ohne Steuermann: Halbfinale

- Peter Gillon
Vierer ohne Steuermann: Halbfinale

- Simon Newcombe
Vierer ohne Steuermann: Halbfinale

- Anthony Walker
Vierer ohne Steuermann: Halbfinale

- Gary Herford
Vierer mit Steuermann: 10. Platz

- Alfred Duval
Vierer mit Steuermann: 10. Platz

- Mick Allan
Vierer mit Steuermann: 10. Platz

- John Campbell
Vierer mit Steuermann: 10. Platz

- Alan Grover
Vierer mit Steuermann: 10. Platz

- David Ramage
Achter: 8. Platz

- David Boykett
Achter: 8. Platz

- Terence Davies
Achter: 8. Platz

- Robert Lachal
Achter: 8. Platz

- Paul Guest
Achter: 8. Platz

- Martin Tomanovits
Achter: 8. Platz

- Brian Vear
Achter: 8. Platz

- Graeme McCall
Achter: 8. Platz

- Kevin Wickham
Achter: 8. Platz

### Schießen
- Michael Papps
Schnellfeuerpistole: 19. Platz

- Tibor Gonczol
Schnellfeuerpistole: 20. Platz

- Rodney Johnson
Freie Scheibenpistole: 38. Platz

- Leslie Coffey
Freie Scheibenpistole: 45. Platz

- Donald Tolhurst
Kleinkaliber Dreistellungskampf: 10. Platz

- John Murphy
Kleinkaliber Dreistellungskampf: 35. Platz

- Norman Rule
Kleinkaliber liegend: 22. Platz

- James Kirkwood
Kleinkaliber liegend: 26. Platz

### Schwimmen
- David Dickson
100 Meter Freistil: Halbfinale
4 × 100 Meter Freistil: Bronze 
4 × 200 Meter Freistil: 4. Platz
4 × 100 Meter Lagen: Bronze

- John Ryan
100 Meter Freistil: Halbfinale
4 × 100 Meter Freistil: Bronze 
4 × 200 Meter Freistil: 4. Platz

- Peter Phelps
100 Meter Freistil: Vorläufe

- Allan Wood
400 Meter Freistil: Bronze 
1500 Meter Freistil: Bronze 
4 × 200 Meter Freistil: 4. Platz

- Russell Phegan
400 Meter Freistil: 7. Platz
1500 Meter Freistil: 5. Platz

- Robert Windle
400 Meter Freistil: Vorläufe
1500 Meter Freistil: Gold 
4 × 100 Meter Freistil: Bronze 
4 × 200 Meter Freistil: 4. Platz

- Peter Doak
4 × 100 Meter Freistil: Bronze 
4 × 200 Meter Freistil: 4. Platz

- John Konrads
4 × 200 Meter Freistil: 4. Platz

- Peter Reynolds
200 Meter Rücken: 8. Platz
4 × 100 Meter Lagen: Bronze

- John Byrom
200 Meter Rücken: Vorläufe

- Ian O’Brien
200 Meter Brust: Gold 
4 × 100 Meter Lagen: Bronze

- Peter Tonkin
200 Meter Brust: Vorläufe
4 × 100 Meter Lagen: Bronze

- Kevin Berry
200 Meter Schmetterling: Gold 
4 × 100 Meter Lagen: Bronze

- Brett Hill
200 Meter Schmetterling: 7. Platz

- John Stark
200 Meter Schmetterling: Halbfinale

- Terry Buck
400 Meter Lagen: 8. Platz

- John Oravainen
400 Meter Lagen: Vorläufe
200 Meter Brust: Halbfinale

- Flemming Alexander
400 Meter Lagen: Vorläufe

- Dawn Fraser
Frauen, 100 Meter Freistil: Gold 
Frauen, 400 Meter Freistil: 4. Platz
Frauen, 4 × 100 Meter Freistil: Silber 
Frauen, 4 × 100 Meter Lagen: Vorläufe

- Lynette Bell
Frauen, 100 Meter Freistil: 8. Platz
Frauen, 4 × 100 Meter Freistil: Silber

- Robyn Thorn
Frauen, 100 Meter Freistil: Halbfinale
Frauen, 4 × 100 Meter Freistil: Silber

- Kim Herford
Frauen, 400 Meter Freistil: 7. Platz

- Nanette Duncan
Frauen, 400 Meter Freistil: Vorläufe
Frauen, 100 Meter Rücken: Vorläufe
Frauen, 4 × 100 Meter Lagen: Vorläufe

- Janice Murphy
Frauen, 4 × 100 Meter Freistil: Silber

- Jan Turner
Frauen, 4 × 100 Meter Freistil: Silber 
Frauen, 100 Meter Schmetterling: Vorläufe

- Belinda Woosley
Frauen, 100 Meter Rücken: Vorläufe

- Marlene Dayman
Frauen, 100 Meter Rücken: Vorläufe

- Marguerite Ruygrok
Frauen, 200 Meter Brust: Vorläufe
Frauen, 4 × 100 Meter Lagen: Vorläufe

- Linda McGill
Frauen, 200 Meter Brust: Vorläufe
Frauen, 100 Meter Schmetterling: Vorläufe
Frauen, 400 Meter Lagen: 5. Platz
Frauen, 4 × 100 Meter Lagen: Vorläufe

- Christine Barnetson
Frauen, 200 Meter Brust: Vorläufe

- Gillian de Greenlaw
Frauen, 100 Meter Schmetterling: Vorläufe

- Jane Cortis
Frauen, 400 Meter Lagen: Vorläufe

### Segeln
- Colin Ryrie
Finn-Dinghy: 6. Platz

- Martinus Visser
Star: 10. Platz

- Thomas Owens
Star: 10. Platz

- Graham Drane
Drachen: 12. Platz

- Ian Quartermain
Drachen: 12. Platz

- John Coon
Drachen: 12. Platz

- John Dawe
Flying Dutchman: 14. Platz

- Ian Winter
Flying Dutchman: 14. Platz

- Bill Northam
5,5-m-R-Klasse: Gold

- James Sargeant
5,5-m-R-Klasse: Gold

- Peter O’Donnell
5,5-m-R-Klasse: Gold

### Turnen
- Graham Bond
Einzelwettkampf: 100. Platz
Mannschaftsmehrkampf: 16. Platz
Barren: 87. Platz
Bodenturnen: 108. Platz
Pferdsprung: 103. Platz
Reck: 94. Platz
Ringe: 114. Platz
Seitpferd: 96. Platz

- Frederick Trainer
Einzelwettkampf: 105. Platz
Mannschaftsmehrkampf: 16. Platz
Barren: 113. Platz
Bodenturnen: 103. Platz
Pferdsprung: 100. Platz
Reck: 105. Platz
Ringe: 119. Platz
Seitpferd: 89. Platz

- Marcus Faulks
Einzelwettkampf: 108. Platz
Mannschaftsmehrkampf: 16. Platz
Barren: 101. Platz
Bodenturnen: 104. Platz
Pferdsprung: 120. Platz
Reck: 108. Platz
Ringe: 117. Platz
Seitpferd: 106. Platz

- Benjamin de Roo
Einzelwettkampf: 110. Platz
Mannschaftsmehrkampf: 16. Platz
Barren: 115. Platz
Bodenturnen: 113. Platz
Pferdsprung: 86. Platz
Reck: 118. Platz
Ringe: 111. Platz
Seitpferd: 107. Platz

- Douglas MacLennan
Einzelwettkampf: 111. Platz
Mannschaftsmehrkampf: 16. Platz
Barren: 121. Platz
Bodenturnen: 105. Platz
Pferdsprung: 116. Platz
Reck: 115. Platz
Ringe: 108. Platz
Seitpferd: 105. Platz

- Barry Cheales
Einzelwettkampf: 113. Platz
Mannschaftsmehrkampf: 16. Platz
Barren: 104. Platz
Bodenturnen: 111. Platz
Pferdsprung: 106. Platz
Reck: 98. Platz
Ringe: 121. Platz
Seitpferd: 117. Platz

- Barbara Fletcher
Frauen, Einzelmehrkampf: 69. Platz
Frauen, Mannschaftsmehrkampf: 10. Platz
Frauen, Bodenturnen: 69. Platz
Frauen, Pferdsprung: 79. Platz
Frauen, Schwebebalken: 55. Platz
Frauen, Stufenbarren: 67. Platz

- Valerie Buffham-Norris
Frauen, Einzelmehrkampf: 70. Platz
Frauen, Mannschaftsmehrkampf: 10. Platz
Frauen, Bodenturnen: 66. Platz
Frauen, Pferdsprung: 62. Platz
Frauen, Schwebebalken: 75. Platz
Frauen, Stufenbarren: 73. Platz

- Valerie Roberts
Frauen, Einzelmehrkampf: 72. Platz
Frauen, Mannschaftsmehrkampf: 10. Platz
Frauen, Bodenturnen: 75. Platz
Frauen, Pferdsprung: 75. Platz
Frauen, Schwebebalken: 66. Platz
Frauen, Stufenbarren: 72. Platz

- Janice Bedford
Frauen, Einzelmehrkampf: 74. Platz
Frauen, Mannschaftsmehrkampf: 10. Platz
Frauen, Bodenturnen: 62. Platz
Frauen, Pferdsprung: 78. Platz
Frauen, Schwebebalken: 62. Platz
Frauen, Stufenbarren: 78. Platz

- Barbara Cage
Frauen, Einzelmehrkampf: 79. Platz
Frauen, Mannschaftsmehrkampf: 10. Platz
Frauen, Bodenturnen: 78. Platz
Frauen, Pferdsprung: 77. Platz
Frauen, Schwebebalken: 80. Platz
Frauen, Stufenbarren: 80. Platz

### Wasserball
- Herrenteam
9. Platz

- Kader
Michael Withers
Thomas Hoad
Ian Mills
Edward Pierce
Nicol Barnes
Leon Wiegard
Leslie Nunn
Stan Hammond
William McAtee
Graeme Samuel
William Phillips

### Wasserspringen
- Robyn Bradshaw
Frauen, Kunstspringen: 13. Platz
Frauen, Turmspringen: 9. Platz

- Susan Knight
Frauen, Kunstspringen: 14. Platz
Frauen, Turmspringen: 20. Platz